# Dillenberget
Dillenberget är en kulle i Antarktis. Den ligger i Östantarktis. Norge gör anspråk på området. Toppen på Dillenberget är 2 378 meter över havet, eller 91 meter över den omgivande terrängen. Bredden vid basen är 0,90 km.
Terrängen runt Dillenberget är platt söderut, men norrut är den kuperad. Trakten är obefolkad. Det finns inga samhällen i närheten.